# عدرا
عدرا هي مدينة سورية تقع إلى شمال شرق مدينة دمشق وتبعد عنها مسافة حوالي 25 كم، وهي تتبع ناحية مركز دوما في محافظة ريف دمشق، وتحدها مدينة دوما من الغرب والضمير من الشرق وجبل أبو العتا وحفير التحتا من الشمال وميدعا والأحواش من الجنوب.
تُعتبر عدرا اليوم من أهم المراكز الصناعية في سوريا، ومركز التجارة الحرة في دمشق (المنطقة الحرة) بعدرا، وأصبحت مركزاً صناعيًّا هامًّا في ريف دمشق، إذ أقيمت فيها المنطقة الصناعية التي تُعتبر الأكبر في سورية، حيث كبرى المنشأت الصناعية لمختلف أنواع الصناعات وحيث المصانع والمعامل الضخمة للصناعات المتطورة، كالصناعات الاستهلاكية والصناعة الكيماوية والآلات والمعدات والسيارات وغيرها.

## التاريخ
كانت عدرا مدينة هامة أيام الغساسنة، إذ كانت تسمى بـمرج عذراء ومرج راهط. ويُذكر أن خالد بن الوليد عسكرَ وأقامَ معسكرات جيشه في ثنية العقاب الواقعة على جبل أبو العتا المطلِّ على عدرا، ومن الآثار الإسلامية أو ما بقيَ منها لليوم بالبلدة مسجد حجر بن عدي الكندي، وقد كان في العهد الروماني كنيسة مسيحية، وذكرها النبي صلى الله عليه وسلم أنه يُقتل في مرج عذراء سبعة من أصحابه، وهُم حجر بن عدي الكندي وأصحابه، كما توجد في عدرا قبة العصافير وهي من العهد الروماني.

## الخدمات العامة
تعاني المدينة من مشاكل عديدة فيما يَتعلق بالنظافة وتوفير الخدمات الأساسية مثل الماء والكهرباء والاتصالات، كما أن فيها أزمة قمامة بسبب عدم توافر الآلات اللازمة لنقلها وقلة عمال النظافة فيها. ونتيجة لهذه المشكلات، فقد أنشأ في عام 2007 مخطط تنظيمي للبلدة ومنطقتها السكانية، تضمَّن خدمها بالماء والكهرباء وبشبكة للصَّرف الصحي، وخصوصاً الحي الشرقي منها، بالإضافة إلى تزفيت وتعبيد العديد من الشوارع. كما تعاني المدينة أيضاً من أزمة في توفير أرغفة الخبز، حيث لا يُوجد فيها سوى فرنان على الرّغم من عدد السكان الكبير، وهو ما يُضطر البعض إلى الذهاب للمناطق المُجاورة مثل دوما للحصول على الخبز.

## المساجد
في مدينة عدرا مساجد وجوامع عديدة، ومنها: مسجد الصحابي حجر بن عدي الكندي، ومسجد علي بن أبي طالب، وجامع الشعلان، وجامع مطر، وخالد بن الوليد، والجامع القديم (باب الخان).